# Púrpura (medicina)
La púrpura és la presència de lesions vermelles o morades en la pell que no blanquegen en l'aplicació de pressió. Són causats per sagnat sota de la pell. Les lesions mesuren de 3 a 10 mm, mentre que petèquies tenen una mida inferior a 3 mm, i una equimosi és major que 1 cm.

## Etiologia
La púrpura és un signe mèdic no específic, però, el mecanisme subjacent comú consisteix en un dels següents: 
- Púrpures no palpables (sense vasculitis)
  - Púrpura traumàtica
  - Trastorns plaquetaris (púrpura trombocitopènica) 
    - Púrpura trombocitopènica primària
    - Púrpura trombocitopènica secundària
    - Púrpura posttransfusional
    - Coagulació intravascular disseminada (CID)
    - Infecciosa: pot ser present en la meningitis o una septicèmia, principalment causades pel meningococ (Neisseria meningitidis), un diplococ Gram-negatiu, que allibera endotoxines quan és llisa. L'endotoxina activa el factor de Hageman (factor de coagulació XII), que causa la CID. Llavors és la CID la que apareix com una erupció prupúrica en la persona afectada. Quan la sèpsia és provocada pel meningococ constitueix la síndrome de Waterhouse-Friderichsen.

  - Coagulopaties:
    - Hemofília
    - Deficiència de vitamina K, tractament amb dicumarínics

  - Trastorns vasculars (púrpura no trombocitopènica) 
    - Lesió microvascular, com es veu en la púrpura senil (vellesa), quan els vasos sanguinis es poden trencar amb facilitat.
    - L'escorbut (una deficiència de vitamina C) causa un defecte en la síntesi de col·lagen per falta d'hidroxilació del procolàgen que du a un afebliment en les parets dels capil·lars i les cèl·lules
    - Hiperpressió vascular.
- Púrpures palpables: amb vasculitis:
  - Primàries: com en el cas de la púrpura de Schönlein-Henoch o urticària-vasculitis
  - Secundàries:
    - Associades a malalties sistèmiques:
      - Connectivopaties: LES, artritis reumatoide, Sjögren
      - Neoplàsies: hematològiques o sòlides.
      - Altres: colitis ulcerosa, colangitis biliar primària

    - Per factors desencadenants:
      - Infeccions que cursen amb una embòlia sèptica: meningococ i gonococ.
      - Fàrmacs

## Diagnòstic

### Proves complementàries
Anàlisis: Hemograma, VSG, temps de sagnia, índex de protrombina, temps de tromboplastina activada, temps de trombina. Glucosa, funció hepàtica i renal. Sediment d'orina i albuminúria.
Radiografia de tòrax.